# Limnonectes khasianus
Limnonectes khasianus, mas conocida como rana ondulada, rana de riachuelo, es una especie de anfibio anuro del género Limnonectes de la familia Dicroglossidae.

## Distribución geográfica
Es originaria de países como Brunéi, India, Indonesia, Malasia, Myanmar, Tailandia y posiblemente Bangladés y Bután. Su habitat natural es la Pluvisilva, el bosque montano húmedo subtropical o tropical.